# BD+20°307
BD+20°307 es una estrella binaria cercana a aproximadamente 300 años luz de distancia en la constelación de Aries. El sistema está rodeado por un anillo de polvo, y probablemente orbitado por una enana blanca de 0,48 Mo en una órbita amplia (980 UA).
El polvo que orbita alrededor de varios cientos de estrellas de la secuencia principal es frío y proviene de una región análoga al cinturón de Kuiper. En el Sistema Solar las continuas colisiones entre asteroides generan una tenue nube de polvo conocida como luz zodiacal. Cuando el Sistema Solar era joven, este tipo de colisiones eran más comunes y la tasa de producción de polvo era probablemente mucho mayor. Rara vez se ha encontrado polvo zodiacal alrededor de estrellas mucho más jóvenes que el Sol. Sólo unas pocas estrellas de la secuencia principal han revelado polvo zodiacal cálido (>120 K).
Se ha informado de una cantidad excepcionalmente grande de pequeñas partículas de polvo de silicato cálidas alrededor de la estrella de tipo solar BD+20°307 (HIP 8920, SAO 75016). La composición, cantidad y temperatura del polvo pueden explicarse por colisiones recientes, frecuentes o enormes entre asteroides u otros planetesimales cuyas órbitas están siendo perturbadas por un planeta cercano.